# 長谷川功一
長谷川 功一（はせがわ こういち、1966年 - ）は京都情報大学院大学の教授である。

## 経歴
- 北海道大学工学士[1]
- （米国）ペンシルバニア州立大学大学院修士課程修了，Master of Arts[1]
- 北海道大学文学研究科博士課程修了，博士（文学）[3]
- 元NHK報道カメラマン[1]

## 著書
- 長谷川功一,『アメリカSF映画の系譜 － 宇宙開拓の神話とエイリアン来襲の神話』，リム出版新社，2005 ISBN 978-4898001677
- 長谷川功一,『カーチェイス映画の文化論』，リム出版新社，2006 ISBN 978-4898001738
- 長谷川功一,『ニュース映像とは何だろうか － テレビ報道撮影の舞台裏』，オンブック社，2007
- 長谷川功一,『カーチェイス表象の探究 － ハリウッド最大のスペクタクルの映画史』，溪水社，2018 ISBN 978-4863274440
- 長谷川功一,『銀幕の松田聖子－伊豆の踊子・ハワイ・東京ディズニーランド・教会結婚式から見えてくる一九八〇年代』，溪水社，2021，ISBN 978-4863275546
- 長谷川功一,『映画文化史講義 － 日本の戦後からバブル時代まで あるいは 『リンゴの唄』から『クリスマス・イブ』まで』，溪水社，2024，ISBN 978-4863276550
- 共著『アメリカ映画史入門』，三修社，2024，ISBN 978-4384060379

## 学術論文
- “The Conquest of Inner Space: 2001: A Space Odyssey and the Counterculture”, Film and History 2003 CD-ROM Annual所収, 2005
- 長谷川功一,「チェイスとモダニティ － ロイドの『要心無用』(1923)における時間と運動の表象」，『アメリカ研究』（日本アメリカ学会），第43号，pp.213-228，2009 NAID 40016617807, NCID AN00012211
- 長谷川功一,「機械と運動 － キートンの自動車ギャグについての考察」，『映像学』（日本映像学会），第82号，pp.24-39，2009 NAID 40016710962, NCID AN00022124
- 長谷川功一,「ギャングとカウボーイ － 『ハイ・シェラ』と1930年代ギャング映画サイクルの終焉」，『映画研究』（日本映画学会），第4号，pp.42-57，2009 ISSN 1881-5324
- 長谷川功一,「ロイド的運動としての乗り継ぎチェイス － セネット喜劇と『猛進ロイド』(1924)の比較分析から」，『映像学』，第85号，pp.39-55，2010 NAID 40018721689, NCID AN00022124
- 長谷川功一,「赤狩りとジョン・ヒューストンの作家的転換 － フィルム・ノワール『キー・ラーゴ』(1948)論」，『層－映像と表現』，第4号，pp.186-205，2011 NAID 40018833423, NCID AA12469121
- 長谷川功一,「悪女と機械 －フリッツ・ラング『メトロポリス』におけるファム・ファタール表象について」，『層－映像と表現』，第6号，pp.55-71，2013（JSPS科研費23520143の助成による） NAID 40019669412, NCID AA12469121
- 長谷川功一,「『飾窓の女』におけるフロイトの夢思想の表象について」，『層－映像と表現』，第7号，pp.58-75，2014（JSPS科研費23520143の助成による） NAID 40020020345, NCID AA12469121
- 長谷川功一,「増村保造と巫女としての女優‐映画『刺青（いれずみ）』における谷崎潤一郎『刺青』のテーマの再構成について」，『層－映像と表現』，第10号，pp.170-182，2018 NAID 40021503554, NCID AA12469121
- 長谷川功一,「臨場感の誕生－『ブリット』のカーチェイスの表象メカニズム」，『Accumu』，第25号，pp.82-93，2018 ISSN 1882-9392
- 長谷川功一,「『虹いくたび』と『古都』の京都像と原爆の関係性の考察－京都被爆の想像力を回避する川端康成の視点」，『比較文化研究』（日本比較文化学会），第136号，pp.35-46，2019 NAID 40022197925, NCID AA11194287
- 長谷川功一,「松田聖子の登竜門－『伊豆の踊子』映画化の系譜（1933-1974）と映画『野菊の墓』(1981)」，『比較文化研究』（日本比較文化学会），第137号，pp.103-113，2019 NAID 40022073616, NCID AA11194287
- 長谷川功一,「戦後のハワイ映画と『プルメリアの伝説』（1983年）における日系女性像の比較」，『比較文化研究』（日本比較文化学会），第141号，pp.67-77, 2020 NAID 40022421261, NCID AA11194287
- 長谷川功一,「教会結婚式と一九八〇年代日本映画－『カリブ・愛のシンフォニー』（1985年）を代表例として」，『JunCture 超域的日本文化研究』（名古屋大学大学院人文学研究科付属超域文化社会センター），第12号，pp.138-147，2021
- 長谷川功一，「銀幕のクリスマス革命－山下達郎『クリスマス・イブ』（1983年）と映画『君は僕をスキになる』（1989年）」，『比較文化研究』，（日本比較文化学会），第148号，pp.181-192, 2022
- 長谷川功一，「文通とインターネット － 映画『Love Letter』（1995年）の回想場面の考察」『日本映画学会会報』（日本映画学会），第68号，pp.7-17，2023
- 長谷川功一,「日本映画における流行歌〈リンゴの唄〉使用の歴史とその考察」『比較文化研究』（日本比較文化学会），第156号，pp.127-138，2024

## 学会発表
- 長谷川功一，「機械と運動 － キートンの自動車ギャグについての考察」（口頭発表），日本映像学会 第34回全国大会，京都精華大学，2008年6月
- 長谷川功一,「ドキュメンタリー批評としての『激怒』 － フリッツ・ラングと30年代アメリカ」（口頭発表），日本映像学会 第37回全国大会，北海道大学，2011年5月[4]